# Richard Harvey
Pour les articles homonymes, voir Harvey.
Richard Allen Harvey, né le 25 septembre 1953, est un musicien et compositeur britannique, lauréat d'un British Academy of Film and Television Arts. À l'origine du groupe rock progressif Gryphon, il est aussi connu aujourd'hui pour ses musiques de films et bandes sonores pour la télévision. Il est également connu pour son concerto pour guitare Concerto Antico, qui a été composé pour le guitariste John Williams et l'Orchestre symphonique de Londres.
En avril 2012, les auditeurs de la radio britannique ont voté pour la première fois le Concerto Antico de Richard Harvey dans le Hall of Fame de la FM classique.

## Première vie et carrière
Né à Enfield près de Londres, Richard est devenu impliqué dans la musique, apprenant la flûte à bec quand il avait quatre ans, passant par la suite à la percussion et jouant plus tard la clarinette dans l'orchestre symphonique de Jeunesse britannique. Au moment où il est diplômé du Royal College of Music de Londres en 1972, il a été accompli sur la flûte à bec, la flûte traversière, le tournebout et d'autres instruments médiévaux et de la Renaissance, ainsi que la mandoline et divers claviers. Il aurait pu rejoindre le London Philharmonic Orchestra, mais a plutôt choisi de travailler avec Musica Reservata, un ensemble de musique ancienne. Il a ensuite rencontré un autre diplômé de la MRC, Brian Gulland qui joue les claviers, le basson et la flûte à bec et a formé le groupe rock progressif Gryphon, avec le guitariste Graeme Taylor et le batteur Dave Oberlé. Pendant cette période, il a également travaillé avec d'autres musiciens de rock folkloriques tels que Richard et Linda Thompson et Ashley Hutchings. Lorsque Gryphon pris fin en 1977, il est devenu un musicien de session, en jouant sur l'album Lionheart de Kate Bush et Night Owl de Gerry Rafferty entre autres.

## Réunion unique en 2009 en concert
En septembre 2007, Gryphon annonçait sur leur site internet qu'ils avaient finalement décidé de produire un nouvel album après un silence de trente et un ans. Ils ont également suggéré la possibilité d'un concert unique à Londres, qui a finalement eu lieu le 6 juin 2009 au Queen Elizabeth Hall de Londres, trente-deux ans après leur dernière représentation. Les quatre membres originaux — Richard Harvey, Brian Gulland, Graeme Taylor et Dave Oberlé — ont ouvert la soirée avec une sélection de chansons et de pièces instrumentales du premier album Gryphon. Ils ont ensuite été rejoints par Jon Davie (le dernier bassiste, qui est apparu sur Treason) et un nouveau membre, le multi-instrumentiste et compositeur de musiques de films/production Graham Preskett pour le reste de la soirée.

## Retour
Une tournée a été reportée, mais le groupe a finalement joué six dates au printemps 2015 (du 12 mai au 29 mai), avec d'autres dates en 2016, y compris avec Fairport Convention et un retour à la Salle de la chapelle Union.
Au printemps 2016, il a été annoncé que Richard Harvey quittait le groupe en raison d'un horaire serré. Peu de temps après, Gryphon a recruté deux nouveaux membres : Keith Thompson sur les bois et Rory McFarlane à la basse.

## Carrière cinématographique et télévisuelle
Après avoir travaillé avec le compositeur de films Maurice Jarre au milieu des années 1970, il s'est impliqué dans la composition pour le cinéma et la télévision. Son premier travail fut de fournir de la musique pour la série télévisée Tales of the Unexpected en 1979. Il a ensuite fourni des partitions à plus de 80 projets télévisuels et cinématographiques.
Ses œuvres notables incluent les titres de fin de Martian Chronicles de 1979, le film d'horreur House of the Long Shadows (1983), le thème mélancolique de 1984 pour un thème Nightingale pour la série policière PD James, la suite d'action The Dirty Dozen: Next Mission (1985), des films britanniques comme The Assam Garden (1985), Steaming (1985), Defense of the Realm (1986) et Half Moon Street (1986), Alan Bleasdale's GBH en 1991, qu'il a co-écrit avec Elvis Costello (et qui a rapporté conjointement, un prix de la BAFTA, British Academy of Film and Television Arts), Luther (2003) et, plus récemment, en 2006, The Da Vinci Code de Ron Howard et La Mort du président de Gabriel Range.
En outre, il a été musicien sur des films tels que Le Roi Lion, Ennemi de l'État et Harry Potter et le Prisonnier d'Azkaban.
En 1981, Exchange et Water Course de Richard Harvey de la sortie Nifty Digits de Harvey (KPM Library # 1251) ont été présentés dans un segment populaire de Sesame Street filmé à l'usine de crayons Binney and Smith Crayola à Easton, PA.
Harvey a également composé la chanson thème de la World Championship Wrestling de TBS, appelée Dynamics.
Harvey est également un compositeur prolifique de musique de production et partenaire fondateur de West One Music Group avec Edwin Cox et Tony Prior. Son œuvre la plus reconnue est sans doute Atteindre les étoiles, qui a été utilisée dans de nombreuses bandes-annonces de films, publicités et émissions de télévision. Par exemple, la pièce est utilisée comme thème pour Powdered Toast Man dans The Ren and Stimpy Show, Help Wanted dans SpongeBob SquarePants et matériel promotionnel pour Disney.

## Autres projets
En 1984, il a été chef d'orchestre sur l'une des séries d'albums de rock classique du London Symphony Orchestra. Il a fréquemment tourné et enregistré avec le guitariste John Williams sur des projets dont l'album de 2002 Magic Box. Il a également joué sur l'album de 2004 The Opera Band de l'acte croisé pop/classique Amici Forever, qui a atteint la 74e place des albums Billboard Top 200 et la deuxième place du classement croisé Billboard Top Classical. Il a travaillé avec Elvis Costello sur son album de 2006 My Flame Burns Blue. Multi-instrumentiste qualifié, il possède une collection de plus de sept cents instruments différents du monde entier.
Depuis 2005, John Williams & Richard Harvey's World Tour est apparu dans de nombreux pays, du Japon et de Chine à l'Irlande et au Luxembourg, le duo jouant un mélange de musique mondiale et classique couvrant cinq continents et cinq siècles, mettant en vedette instruments chinois, africains et européens.
Le premier concerto pour flûte à bec de Harvey (Concerto Incantato) a connu sa première mondiale sur le CD English Recorder Concertos de Michala Petri en mars 2012, aux côtés d'œuvres de Malcolm Arnold et Gordon Jacob.

## Faits saillants de sa carrière
- 1973 : Sortie du premier album Gryphon du groupe éponyme
- 1974 : Parution de leur troisième album Red Queen to Gryphon Three
- 1975 : Premier album solo Divisions On A Ground (An Introduction To The Recorder And Its Music)
- 1977 : Thème de la station pour Hospital Radio Moorfields (diffusé en 1974-2006)
- 1983 : Musique composée pour les Terrahawks de Gerry Anderson
- 1984 : Chef principal du London Symphony Orchestra pour Classic Rock
- 1985 : Composé Fantasia avec Royal Philharmonic Orchestra (qui comprend Atteindre les étoiles)
- 1987 : Musique composée pour la série Children's ITV The Gemini Factor
- 1988 : Membre régulier de John Williams and Friends
- 1989 : Oratorio composé Plague and the Moonflower (à livret par Ralph Steadman joué à Exeter, Salisbury, Canterbury et à la cathédrale Saint-Paul de Londres, et récipiendaire du meilleur BBC TV Art's Film en 1990)
- 1991 : British Academy pour la partition de G.B.H. (avec Elvis Costello)[1]
- 1991 : Composé A Time of Miracles pour W11 Opera
- 1994 : A joué tous les solos en vedette woodwind sur la partition de The Lion King
- 1995 : Composé Concerto Antico pour John Williams et le London Symphony Orchestra
- 1998 : A composé le thème de la série BBC The Ambassador[2]
- 1999 : A composé la partition de la société Jim Henson Animal Farm
- 1999 : Composé Fantasia 2
- 2000 : Musique composée pour le célèbre projet Hallmark Les Mille et Une Nuits
- 2001 : Musique composée pour l'épopée historique Thai The Legend of Suriyothai
- 2002 : Musique composée pour le long métrage Luther
- 2004 : Subhanahongsa Award de la Fédération des associations nationales de cinéma de Thaïlande pour Le cas macabre de Prom Piram
- 2005 : Composé Ivor Novello partition nommée pour un long métrage dramatique, Colditz
- 2005 : Musique composée pour le long métrage Three aka Survival Island
- 2006 : Musique composée pour La Mort du président, International Critics' Award film lauréat au Festival international du film de Toronto (septembre 2006)
- 2007 : Musique composée pour King Naresuan, la suite de Suriyothai
- 2009 : Concerto pour flûte à bec composé (Concerto Incantanto) pour Michala Petri et le City Chamber Orchestra de Hong Kong
- 2014 : Dirige la partition d'Interstellar.

## Discographie

### Gryphon
Albums studio
- 1973 : Gryphon
- 1974 : Midnight Mushrumps
- 1974 : Red Queen to Gryphon Three
- 1975 : Raindance
- 1977 : Treason
- 2002 : About As Curious As It Can Be
- 2003 : Glastonbury Carol

### Solo
- 1975 : Divisions On A Ground (An Introduction To The Recorder And Its Music)
- 1979 : Pipes, Flutes And Whistles
- 1980 : Nifty Digits
- 1981 : Winners
- 1982 : Unnatural Causes
- 1982 : Italian Recorder Concertos
- 1984 : Fantasia
- 1984 : Four Concertos For Violins And Recorders
- 1986 : Inspirations
- 1986 : The Genteel Companion: A Recorder Recital
- 1986 : Half Moon Street / Escort Girl
- 1987 : The Magic Of Christmas
- 1987 : Life Cycles
- 1987 : Life Cycles - Part 1
- 1987 : Life Cycles - Part 2
- 1988 : Game, Set & Match (Original Television Soundtrack)
- 1989 : Unnatural Causes 2
- 1990 : The Ascendant
- 1990 : Symphonic Poems
- 1996 : Millennium
- 1998 : A Human Story
- 1999 : Animal Farm
- 1999 : Fantasia 2
- 2000 : Arabian Nights
- 2001 : The Legend Of Suriyothai
- 2002 : Terrahawks
- 2003 : Luther

### Musique de films et télévision
- 1979 : Bizarre, bizarre (Tales of the Unexpected) (série télévisée)
- 1981 : L'Amant de Lady Chatterley
- 1983 : Death of an Expert Witness (feuilleton TV)
- 1983 : Le Manoir de la peur
- 1983 : Terrahawks (série télévisée)
- 1983 : Spyship (feuilleton TV)
- 1983 : Struggle (série télévisée)
- 1984 : Winter Flight
- 1984 : Shroud for a Nightingale (feuilleton TV)
- 1984 : Morgan's Boy (TV)
- 1985 : Defence of the Realm
- 1985 : Les Douze Salopards 2 (The Dirty Dozen: The Next Mission)
- 1985 : Cover Her Face (feuilleton TV)
- 1985 : In the Secret State (TV)
- 1985 : Marjorie and Men (série télévisée)
- 1985 : The Assam Garden
- 1985 : Steaming
- 1985 : The Black Tower (feuilleton TV)
- 1985 : Les Douze Salopards 2 (The Dirty Dozen: Next Mission) (TV)
- 1986 : Ping Pong
- 1986 : Escort Girl (Half Moon Street)
- 1986 : Inside Story (feuilleton TV)
- 1986 : First Among Equals (feuilleton TV)
- 1986 : A Sort of Innocence (série télévisée)
- 1987 : Heaven and Earth
- 1987 : Cause célèbre (TV)
- 1987 : The Gemini Factor (série télévisée)
- 1988 : Menace Unseen (TV)
- 1988 : Game, Set, and Match (série télévisée)
- 1988 : A Taste for Death (feuilleton TV)
- 1988 : Rockliffe's Folly (série télévisée)
- 1989 : Blore M.P. (TV)
- 1989 : Countdown to War (TV)
- 1989 : One Way Out (TV)
- 1990 : Paper Mask
- 1991 : A Small Dance
- 1991 : Devices and Desires (feuilleton TV)
- 1991 : G.B.H. (feuilleton TV)
- 1992 : Immaculate Conception
- 1992 : Dead Romantic (TV)
- 1992 : Natural Lies (série télévisée)
- 1992 : Sup de fric
- 1993 : Deadly Advice
- 1993 : Unnatural Causes (TV)
- 1993 : Hostage
- 1993 : Hostages (TV)
- 1994 : Doomsday Gun (en) (TV)
- 1994 : The Wimbledon Poisoner (feuilleton TV)
- 1995 : A Mind to Murder (TV)
- 1995 : Jake's Progress (feuilleton TV)
- 1996 : Holed
- 1997 : Jane Eyre (TV)
- 1997 : Melissa (feuilleton TV)
- 1997 : The Last Governor (feuilleton TV)
- 1998 : The Ambassador (série télévisée)
- 1999 : Captain Jack
- 1999 : La Ferme des animaux (Animal Farm) (TV)
- 1999 : Le Monde magique des léprechauns (The Magical Legend of the Leprechauns) (TV)
- 2000 : Les Mille et Une Nuits (Arabian Nights)
- 2001 : Suriyothai
- 2002 : Two Men Went to War
- 2003 : Suche impotenten Mann für's Leben
- 2003 : Luther
- 2003 : Keunbab prompiram
- 2005 : Colditz : la guerre des évadés (TV)
- 2006 : Kyrie for Magdalene (Code DaVinci)
- 2007 : Les Deux Mondes de Daniel Cohen